# Walter Bresseleers
Walter Bresseleers (Antwerpen, 30 juli 1927 - Schaarbeek (Brussel), 1 juli 1980) was een Belgisch architect.
Bresseleers realiseerde bijna uitsluitend industrie- en kantoorgebouwen in een strakke architectuurtaal die de structurele opbouw benadrukt. Hij concentreerde zich daarnaast op prefabricatie en industriële vormgeving.

## Biografie
Bresseleers studeerde architectuur aan het NHIBS in Antwerpen en behaalde zijn diploma in 1951, waarna hij stage deed bij Léon Stynen en in diens architectenbureau samenwerkte met onder meer Paul De Meyer en Paul Meekels. Zijn eerste grote realisatie was het gebouw van de firma Meurop (Paleizenstraat in Schaarbeek, 1955-59). Zijn belangrijkste opdrachten in de jaren 1960 waren de bedrijfsgebouwen Vanden Avenne in Ooigem (1958-62), het IBM Center in Diegem (1963-71), en de Financia Bank (1963-67) en het Ahlers House kantoorgebouw (1968-70) in Antwerpen. In de jaren 1970 ontwierp hij een kantoortoren voor ITT en een voor IBM in Brussel, beter gekend als de Victoria Regina-toren Na zijn overlijden startten zijn medewerkers het bureau ELD Partnership.